# Suicide Season: Cut Up!
Albums de Bring Me the Horizon
Suicide Season
(2008) There Is a Hell, Believe Me I've Seen It...
(2010)
 Suicide Season: Cut Up! est le premier album remix du groupe britannique Bring Me the Horizon. Il comporte des remix de toutes les chansons figurant sur leur second album Suicide Season, cet album a été enregistré et produit par divers musiciens et producteurs. Il est paru le 2 septembre 2009 en France.

## Présentation
Il a été annoncé le 27 août 2009 que Bring Me the Horizon publiera une version remixée de Suicide Season, intitulé Suicide Season: Cut Up!, au Royaume-Uni, le 2 novembre 2009. Dans un entretien avec Rock Sound, le chanteur Oliver Sykes a déclaré que l'idée leur est venue après avoir demandé à un ami de remixer l'une de leurs chansons, et après avoir été très heureux du résultat final, le groupe décida d'aller un peu plus loin et d'obtenir l'ensemble de Suicide Season remixé. Parmi les musiciens et producteurs de cet album, on compte notamment Ben Weinman de The Dillinger Escape Plan, Toxic Avenger, Skrillex, Ian Watkins de Lostprophets alias L'Amour La Morgue et Shawn Crahan de Slipknot.

## Titres des chansons
1. The Comedown - 5:17  remixé par Robotsonics
2. Chelsea Smile - 4:12 remixé par KC Blitz
3. It Was Written In Blood - 4:58 remixé par L'Amour La Morgue 4:58
4. Death Breath - 4:33 remixé par Toxic Avenger
5. Football Season Is Over - 3:57 remixé par After the Night
6. Sleep with One Eye Open - 4:41 remixé par Tek-One
7. Diamonds Aren't Forever - 3:55 remixé par I Haunt Wizards
8. The Sadness Will Never End  - 6:03 remixé par Skrillex
9. No Need for Introductions, I've Read About Girls Like You on the Backs of Toilet Doors - 2:46 remixé par Ben Weinman
10. Suicide Season - 2:56 remixé par The Secret Handshake
11. Football Season Is Over - 5:03 remixé par Utah Saints
12. Sleep with One Eye Open - 5:55 remixé par "Clown" de  Slipknot
13. Chelsea Smile  - 3:42 remixé par Travis McCoy de Gym Class Heroes
14. Suicide Season - 5:05 remixé par Outcry Collective